# Waking Up with the House on Fire
Waking Up with the House on Fire – album zespołu Culture Club wydany w 1984 roku.

## Lista utworów
Źródło
| Nr  | Tytuł utworu                | Autorzy                     | Długość |
| --- | --------------------------- | --------------------------- | ------- |
| 1.  | „Dangerous Man”             | O'Dowd / Moss / Craig / Hay | 4:15    |
| 2.  | „The War Song”              | O'Dowd / Moss / Craig / Hay | 4:14    |
| 3.  | „Unfortunate Thing”         | O'Dowd / Moss / Craig / Hay | 3:08    |
| 4.  | „Crime Time”                | O'Dowd / Moss / Craig / Hay | 2:59    |
| 5.  | „Mistake No. 3”             | O'Dowd / Moss / Craig / Hay | 4:36    |
| 6.  | „The Dive”                  | O'Dowd / Moss / Craig / Hay | 3:47    |
| 7.  | „The Medal Song”            | O'Dowd / Moss / Craig / Hay | 4:15    |
| 8.  | „Don't Talk About It”       | O'Dowd / Moss / Craig / Hay | 3:17    |
| 9.  | „Mannequin”                 | O'Dowd / Moss / Craig / Hay | 2:54    |
| 10. | „Hello Goodbye”             | O'Dowd / Moss / Craig / Hay | 3:26    |
| 11. | „La Cancion De Guerra”      | O'Dowd / Moss / Craig / Hay | 4:05    |
| 12. | „Love Is Love”              | O'Dowd / Moss / Craig / Hay | 3:52    |
| 13. | „The Dream”                 | O'Dowd / Moss / Craig / Hay | 2:30    |
| 14. | „Don't Go Down That Street” | O'Dowd / Moss / Craig / Hay | 6:35    |
|     |                             |                             | 53:53   |

Cztery ostatnie utwory dostępne są tylko na zremasterowanej edycji albumu z 2003 roku.

## Single
- 1984: "The War Song"
- 1984: "The Medal Song"
- 1984: "Mistake No. 3"